# Morocelí
Morocelí è un comune dell'Honduras facente parte del dipartimento di El Paraíso.
Già esistente nel 1791, è presente come entità amministrativa autonoma nella divisione amministrativa del 1889.